# Arachnomimus amboinensis
Arachnomimus amboinensis is een rechtvleugelig insect uit de familie krekels (Gryllidae). De wetenschappelijke naam van deze soort is voor het eerst geldig gepubliceerd in 1886 door Karsch.